# 日本聴覚医学会
一般社団法人日本聴覚医学会（にほんちょうかくいがくかい、英文名  Japan Audiological Society）は、聴覚ならびにその障害に関する研究の進歩と発展を図る目的で1951年難聴研究会として発足（1956年日本オージオロギー学会と改称、1959年日本オージオロジー学会と改称、1988年日本聴覚医学会と改称）した。1955年、耳の日（3月3日）を創立。1956年「聴力測定法の規準」を出版。会員数約2,800名。
事務所を東京都港区芝大門1-4-4ノア芝大門405号室に置いている。

## 事業
- 学術講演会などの開催、会誌の発行、聴覚ならびにその障害に関する研究・調査および知識の普及など[2]。

## 機関誌
- 『Audiology Japan』 年6回